# Nguyễn Ngọc Xuân
Nguyễn Ngọc Xuân (1902 - 1981), còn được biết đến với tên gọi Nguyễn Văn Xuân, là kỹ sư quân khí và chính khách Việt Nam, Ủy viên Chính phủ Cách mạng lâm thời Việt Nam Dân chủ Cộng hòa, Cục trưởng Cục Cơ khí, Bộ trưởng không bộ trong Chính phủ liên hiệp lâm thời Việt Nam Dân chủ cộng hòa (thành lập ngày 1-1-1946)

## Thân thế và sự nghiệp
Nguyễn Ngọc Xuân sinh tại thôn Ngọc Lập, xã Phùng Chí Kiên, huyện Mỹ Hào, tỉnh Hưng Yên trong một gia đình giàu truyền thống Nho học, yêu nước. Ông là con cháu hàng điệt của chí sĩ Cần vương Đỗ Uẩn, từng đỗ cử nhân và giữ chức Tri phủ Tĩnh Gia (Thanh Hóa), Phó sứ Sơn phòng Nghệ An; cháu của các nhà yêu nước Đỗ Cơ Quang (1878 - 1914) và Đỗ Thị Tâm (? - 1930); anh em họ với các ông Đỗ Chu Tuấn (1919), Đại biểu Quốc hội Khóa I, Trần Xuân Độ (1894 - 1997), Chính ủy đầu tiên Quân khu 7 thời tướng Nguyễn Bình rồi Đại sứ Việt Nam tại Triều Tiên.
Năm 1924, ông ra Hà Nội theo học tại Trường Kỹ nghệ Hà Nội, rồi làm thợ tại các xưởng Trường Thi, La Phù, và Phòng Thí nghiệm Khoáng chất Hóa học của Chính quyền thực dân Pháp tại Hà Nội. Năm 1929, Nguyễn Ngọc Xuân gia nhập Việt Nam Quốc dân Đảng, được giao phụ trách việc in báo « Đường Cách mạng », và đảm nhiệm việc liên lạc và vận chuyển vũ khí mua được từ Hải Phòng lên.
Trước Cách mạng, ông đã từng bị thực dân Pháp bắt, xử tù chung thân và bị đày đi nhiều nhà tù khét tiếng như Côn Đảo, Hỏa Lò, căng Vụ Bản (Hòa Bình). Thời gian ở trong tù, ông nhận thấy Quốc dân đảng đã dần bước đi chệch hướng so với lý tưởng ban đâu, thêm vào đó thời gian ở Côn Đảo được gần gũi với những người cộng sản, ông có cảm tình rồi dần giác ngộ lý tưởng cộng sản.
Năm 1936 được thả, nhưng vẫn bị quản thúc, theo dõi ở quê, ông đã tìm mọi cách để bắt liên lạc với Đảng. Lúc bấy giờ, tình hình Cách mạng trong nước phát triển mạnh, do có kiến thức về công nghiệp và hóa chất, ông được tổ chức giao nhiệm vụ chế tạo một số vũ khí và lựu đạn. Ngoài vốn kiến thức đã được học, ông không ngừng tự học để có thêm những hiểu biết về thuốc nổ và mày mò chế thử được thuốc đen và phuy-mi-nát thủy ngân, một loại thuốc gợi nổ rất cần trong sản xuất vũ khí.
Năm 1944, Cách mạng đã thành lập căn cứ ở Cao-Bắc-Lạng. Lực lượng vũ trang tập trung đã hình thành và phát triển, nhu cầu về vũ khí có những đòi hỏi mới. Ngoài chiến lợi phẩm thu được trong chiến đấu, cần phải tổ chức sản xuất để phục vụ chuẩn bị tổng khởi nghĩa. Xứ ủy Bắc Kỳ khẩn trương chỉ đạo xây dựng xưởng sản xuất vũ khí bí mật ở thị xã Bắc Ninh và giao nhiệm vụ cho ông cùng ông Ngô Gia Khảm thành lập xưởng.
Về Hà Nội, ông Nguyễn Ngọc Xuân ngỡ ngàng khi biết mình được bầu vào Chính phủ lâm thời nước Việt Nam Dân chủ Cộng hòa giữ chức Ủy viên Chính phủ. Ông giữ chức vụ này suốt 181 ngày cho đến khi Chính phủ Liên hiệp chính thức ra mắt ngày 2/3/1946. Ông cũng là Đại biểu Quốc hội khóa I.
Ngày 15-9-1945, Chủ tịch Hồ Chí Minh ký sắc lệnh thành lập ngành quân giới, ông được giao nhiệm vụ làm Chánh phòng quân giới, phụ trách việc thu mua vũ khí và tổ chức cơ sở sản xuất vũ khí. Ngày 25/3/1946, Chủ tịch Hồ Chí Minh ký sắc lệnh tổ chức lại cơ quan Bộ Quốc phòng, trong đó có Cục Quân giới do ông Nguyễn Ngọc Xuân làm Phó Cục trưởng kiêm Bí thư Đảng ủy. Năm 1950 ông được bổ nhiệm Phó Cục trưởng Cục Kỹ nghệ Quân giới.
Năm 1955, ông được cử làm Cục trưởng Cục Quân giới. Năm 1959, ông chuyển ngành, làm Phó ban chỉ huy công trường gang thép Thái Nguyên, Cục trưởng Cục Cơ khí - Bộ Công nghiệp nặng (1960), Trưởng ban Kiểm tra - Bộ Công nghiệp nặng (1962).
Năm 1981, ông Nguyễn Ngọc Xuân qua đời sau gần 20 năm chống chọi với di chứng tai biến mạch máu não.